# 历史分期
历史分期即歷史時期的劃分:381。试图将历史进行划分，然后得到一个描述性的抽象概念，为具有相对稳定特征的历史时间段提供方便的术语。歷史學的一種研究方法:381。然而，给任何“周期”确定精确的开始和结束时间往往是很困难的。主要在於揭示歷史過程中不同時期或階段之間質之差別:381。
世界通史一般被劃分為古代、中世紀（中古）、近代和現代四個時期:381。在某种程度上，历史是连续的并且不具有一般性，所有的分期系统都或多或少的具有可选择性。在一個階段或一個時期中還可作進一步劃分:381。然而在没有历史分期的情况下，过去的时间只不过是分散的事件，没有一个框架来帮助我们理解它们，导致难以理解或者理解不准确。民族、文化、家庭甚至个人，这里的每一个都有着不同的历史，不断地施加重叠。通常关于一段时间的标签都会非常的系统化，它也会受到挑战然后被重新定义。但是这种历史分期“标签”一旦建立起来了就会非常方便，因此人们很难摆脱它们。

## 使用
其他的标签也有类似的问题。在英国以外可以使用术语维多利亚时期这个术语吗？从1837年到1901年在她的统治时期内，会构成一个历史时期吗？通常描述19世纪的最后三分之二时期的政治、文化和经济条件特征的时候，会使用这个标签。然而，历史分期术语通常带着褒义或贬义，影响它们的使用。就像“维多利亚时期”常常消极地暗示了性压抑和种族冲突，其他的标签，比如文艺复兴通常有着强烈的积极的特点。这些术语有时也会有引申的含义，因此英语文艺复兴通常用于与维多利亚时期或者伊丽莎白一世统治时期大致相同，并且比意大利文艺复兴时期晚200年的一段时间。然而，加洛林文艺复兴据说发生在法兰克国王查理曼大帝的统治时期，以及他的继任者们统治的时间内。而其他的例子，不会构成一个“重生”，在复兴的情况下，从18世纪20年代到60年代，是美国文艺复兴，这主要是文学方面，以及20世纪20年代的哈莱姆文艺复兴时期，主要涉及文学、音乐和视觉艺术。
由于名字的积极或消极含义，某些时期会比其他时期更幸运，尽管这将导致上面列出的一些问题。古典拉丁语“重生”概念，首先应该归功于意大利诗人彼特拉克（1304-1374），他是人文复兴时期的人文主义之父，自彼特拉克以来以来“重生”的概念一直在用。文艺复兴一词的主要是指发生在意大利的文化复兴运动，时间大约是从1500年到1530年。这一概念主要适用于视觉艺术，还有米开朗基罗、拉斐尔和达芬奇的作品。其次，适用于其他的艺术作品，但是值得怀疑的是，它在描述经济、社会和政治历史时期的时候是否非常有用。现在很多专业的历史学家指历史时期，通常被称为是文艺复兴和宗教改革，开始于早期现代时期，然后向后扩展了很长时间。在教授的课程和发布的书籍方面有一个逐渐的改变，对应的时期命名法也在发生变化，这在一定程度上反映了不同的社会历史和文化历史。新术语代表了更广泛的地理范围，并且越来越关注于欧洲和世界之间的关系。
在大多数情况下，经历了一段时期的人们并不知道他们自己属于历史学家可能会赋予这个时期一个什么样的标签。这部分是由于他们无法预知未来，所以没有人能告诉他们，他们是否处于一个时期的开始、中间或者结束。另外一个原因可能是他们自己的历史发展可能是经由宗教或者意识形态决定的，这一点和后来的历史学家使用的方式有所不同。

## 显著时期
中世纪一词来源于彼特拉克。他把自己的时期与古典世界进行了比较，他所在的时期是作为一个黑暗的中世纪后的重生后。中世纪的概念是指处于两个大规模的历史时期——古代和现代“中间”的一个阶段。它可以划分中世纪早期、中世纪中期和中世纪晚期。在现代学者中间，不经常使用“黑暗”一词，这是由于尽管有些作家试图保留和剥离它的负面内涵，但是要想中立地使用这个词仍然是很难的。“中世纪”这一术语，作为形容词“中世纪”也有负面意义，比如在口语中使用的时候，例如，“在某某的监狱囚犯的野蛮几乎同中世纪时期一般”，但是这并不携带到学术术语中。然而，其他的术语，比如哥特式建筑，多用于中世纪风格的典型，在很大程度上失去了他们最初的负面含义，而随着时间的推移获得了新的意义，这一点参见哥特式建筑和哥特亚文化。当之前的风格不受欢迎的时候，在随后的风格时期，“哥特式”和“巴洛克”被命名。“哥特式”一词作为一个贬义的术语适用于在北欧的所有事物，因此，“野蛮人”一词最先可能是由乔尔乔·瓦萨里而来的。瓦萨里也被认为是第一个使用了术语“复兴”（再生）的人，在这段时间内，他是艺术史学家，艺术家和建筑师。瓦萨里创造了“哥特”一词用于形容建筑，在某种程度上这好像令人感到反感，应该说“这好像是哥特人建造的”。“巴洛克”一词来源于类似的单词，在西班牙、葡萄牙或法语中，字面上是指一个不规则的或者畸形的珍珠。在珠宝制造领域首次使用该词是在18世纪早期，作为对音乐的评价的时候被视为过于复杂和粗糙的。之后，这个词语也被用来描述建筑和艺术 。巴洛克时期被第一次定义是在19世纪，而且通常是被认为已经开始于1600年的所有媒体中。音乐历史的结束时期是在1750年，伴随着把巴赫的死亡，而艺术历史学家们认为主要的时期已经结束了，显著提前于大部分的地区。

## 史前历史时期划分
史前时期的划分所依据的考古学方法，主要是依靠物质文化和技术的变化，如石器时代、青铜时代和铁器时代，及其下属分期也会根据不同风格的材料进行划分。尽管近几十年来发展的科学方法已经能够给定实际日期，例如：通过放射性碳测定年代法等，然而，在很多网站或者文物方面，这些历史悠久的划分方法似乎仍在使用。在许多情况下，遗留一些历史文化的相邻文化被使用。

## 通过事件划分
历史事件或短时间内的剧变对于文化的影响是非常大的，它们使历史产生了自然的断裂。这些往往用被广泛地使用的“pre-”和“post-”前缀来表示，就像“pre-Reformation” （改革前）和“post-Reformation”（改革后），或者“pre-colonial”（殖民前）和“post-colonial”（殖民后）。尽管以后pre-war （战争前）和 post-war（战争后）这两个短语可能需要作出明显的改变，但是目前这两个单词还是指第二次世界大战之前和之后。

## 历史时期划分的起源
历史时期的划分已经有用非常悠久的历史，它最早成为西方传统的一部分是在古希腊神话和《圣经》中记载的。维吉尔谈到了一个遥远的黄金时代和历史周期。《圣经》以叙事的方式概述了世界从创建直到结束。中世纪普遍应用的一个圣经中的历史时期划分方案是圣徒保罗的神学历史，它将历史划分为三个时期：第一个是摩西时代之前（自然时代）；第二个是摩西律法时代（法律时代）；第三个是基督时代（恩典时代）。但是最为广泛讨论划分方案应该是“世界的六个时期”，其中每个时期都是一个千年，从亚当到现在，用一千年进行计数，使用（中世纪的）当前时间作为第六个时期也是最后一个阶段。